# Stephen Walt
Stephen Martin Walt (Los Alamos, 2 luglio 1955) è un politologo statunitense, docente di politica internazionale presso la John F. Kennedy School of Government dell'Università Harvard.

## Biografia
Si è laureato nel 1983 in scienze politiche presso l'Università della California - Berkeley.
Stephen Walt è stato al centro di un aspro dibattito pubblico in quanto coautore, con John Mearsheimer, di un articolo sui rapporti tra politica estera americana e la cosiddetta lobby israeliana. All'articolo ha fatto séguito un libro, dal titolo La Israel lobby e la politica estera americana, che è divenuto un Best Seller negli Stati Uniti secondo il New York Times.